# Syphonota
Syphonota is een geslacht van weekdieren uit de klasse van de Gastropoda (slakken).

## Soort
- Syphonota geographica (A. Adams & Reeve, 1850)